# Reichstagswahlkreis Regierungsbezirk Marienwerder 1

Die Wahlkreisaufteilung des Deutschen Reichs.

Der Reichstagswahlkreis Provinz Westpreußen – Regierungsbezirk Marienwerder 1 (Wahlkreis 23; Wahlkreis Stuhm-Marienwerder) war ein Wahlkreis für die Reichstagswahlen im Deutschen Reich und im Norddeutschen Bund von 1867 bis 1918.

## Wahlkreiszuschnitt
Der Wahlkreis umfasste den Kreis Stuhm und den Kreis Marienwerder.
| Jahr | Einwohner |
| ---- | --------- |
| 1890 | 99.760    |
| 1895 | 103.321   |
| 1900 | 103.154   |
| 1905 | 104.655   |
| 1910 | 104.953   |

|      | Landwirtschaft | Industrie und Gewerbe | Handel und Dienstleistungen |
| ---- | -------------- | --------------------- | --------------------------- |
| 1895 | 70,4           | 16,4                  | 13,2                        |
| 1907 | 67,5           | 18,3                  | 13,8                        |

|      | Evangelisch | Katholisch |
| ---- | ----------- | ---------- |
| 1890 | 47,2        | 50,9       |
| 1905 | 45,3        | 53,1       |
| 1910 | 44,9        | 53,6       |

## Abgeordnete
| Wahl                                | Abgeordneter            | Partei             | Bild |
| ----------------------------------- | ----------------------- | ------------------ | ---- |
| Reichstagswahl Februar 1867         | Theodor von Donimirski  | Polnische Fraktion |      |
| Reichstagswahl August 1867 bis 1871 | Hermann Conrad          | NLP                | 0    |
| Reichstagswahl 1871 bis 1878        | Leopold von Winter      | NLP                |      |
| Reichstagswahl 1878 bis 1881        | Rudolph von Buddenbrock | Reichspartei       | 0    |
| Reichstagswahl 1881 bis 1884        | Arthur Hobrecht         | NLP                |      |
| Reichstagswahl 1884 bis 1891        | Georg Müller            | Reichspartei       | 0    |
| Ersatzwahl 1891 bis 1892            | Max Wessel              | Reichspartei       | 0    |
| Ersatzwahl 1892 bis 1892            | Heinrich von Donimirski | Polnische Fraktion | 0    |
| Reichstagswahl 1893 bis 1898        | Arthur von Buddenbrock  | Reichspartei       | 0    |
| Reichstagswahl 1898 bis 1918        | Karl Wilhelm Witt       | Reichspartei       |      |

## Wahlen

### 1867 (Februar)
Es fand nur ein Wahlgang statt.
| Kandidat               | Partei                | Stimmen | in % | Anmerkungen |
| ---------------------- | --------------------- | ------- | ---- | ----------- |
| Theodor von Donimirski | Polen                 | 7424    | 0    | 0           |
| von Rabe               | Unabhängiger Bewerber | 7258    | 0    | 0           |

### 1867 (August)
Es fanden zwei Wahlgänge statt. Im ersten Wahlgang ergab sich folgendes Ergebnis:
| Kandidat       | Partei | Stimmen | in % | Anmerkungen |
| -------------- | ------ | ------- | ---- | ----------- |
| Hermann Conrad | NLP    | 2904    | 0    | 0           |
|                | Polen  | 4217    | 0    | 0           |

In der Stichwahl ergab sich folgendes Ergebnis:
| Kandidat       | Partei | Stimmen | in % | Anmerkungen |
| -------------- | ------ | ------- | ---- | ----------- |
| Hermann Conrad | NLP    | 6818    | 0    | 0           |
|                | Polen  | 4736    | 0    | 0           |

### 1871
Es fanden zwei Wahlgänge statt. Im ersten Wahlgang ergab sich folgendes Ergebnis:
| Kandidat           | Partei      | Stimmen | in % | Anmerkungen |
| ------------------ | ----------- | ------- | ---- | ----------- |
| Leopold von Winter | NLP         | 3472    | 0    | 0           |
|                    | Konservativ | 2692    | 0    | 0           |
| Sonstige           |             | 9       | 0    | 0           |

In der Stichwahl ergab sich folgendes Ergebnis:
| Kandidat           | Partei | Stimmen | in % | Anmerkungen |
| ------------------ | ------ | ------- | ---- | ----------- |
| Leopold von Winter | NLP    | 7461    | 0    | 0           |
|                    | Polen  | 5639    | 0    | 0           |

### 1874
Es fand nur ein Wahlgang statt.
| Kandidat           | Partei | Stimmen | in % | Anmerkungen |
| ------------------ | ------ | ------- | ---- | ----------- |
| Leopold von Winter | NLP    | 7272    | 0    | 0           |
|                    | Polen  | 6481    | 0    | 0           |
| Sonstige           |        | 13      | 0    | 0           |

### 1877
Es fanden zwei Wahlgänge statt. Im ersten Wahlgang ergab sich folgendes Ergebnis:
| Kandidat           | Partei      | Stimmen | in % | Anmerkungen |
| ------------------ | ----------- | ------- | ---- | ----------- |
| Leopold von Winter | NLP         | 5048    | 0    | 0           |
|                    | Polen       | 6701    | 0    | 0           |
|                    | Konservativ | 1839    | 0    | 0           |
| Sonstige           |             | 19      | 0    | 0           |

In der Stichwahl ergab sich folgendes Ergebnis:
| Kandidat           | Partei | Stimmen | in % | Anmerkungen |
| ------------------ | ------ | ------- | ---- | ----------- |
| Leopold von Winter | NLP    | 8414    | 0    | 0           |
|                    | Polen  | 7536    | 0    | 0           |

### 1878
Es fanden zwei Wahlgänge statt. Im ersten Wahlgang ergab sich folgendes Ergebnis:
| Kandidat                | Partei       | Stimmen | in % | Anmerkungen |
| ----------------------- | ------------ | ------- | ---- | ----------- |
| Rudolph von Buddenbrock | Reichspartei | 4037    | 0    | 0           |
|                         | NLP          | 3346    | 0    | 0           |
|                         | Polen        | 6673    | 0    | 0           |
| Sonstige                |              | 18      | 0    | 0           |

In der Stichwahl ergab sich folgendes Ergebnis:
| Kandidat                | Partei       | Stimmen | in % | Anmerkungen |
| ----------------------- | ------------ | ------- | ---- | ----------- |
| Rudolph von Buddenbrock | Reichspartei | 7675    | 0    | 0           |
|                         | Polen        | 7406    | 0    | 0           |

### 1881
Es fanden zwei Wahlgänge statt. Im ersten Wahlgang ergab sich folgendes Ergebnis:
| Kandidat        | Partei       | Stimmen | in % | Anmerkungen |
| --------------- | ------------ | ------- | ---- | ----------- |
|                 | Reichspartei | 2801    | 0    | 0           |
| Arthur Hobrecht | NLP          | 3863    | 0    | 0           |
|                 | Polen        | 5762    | 0    | 0           |
| Sonstige        |              | 9       | 0    | 0           |

In der Stichwahl ergab sich folgendes Ergebnis:
| Kandidat        | Partei | Stimmen | in % | Anmerkungen |
| --------------- | ------ | ------- | ---- | ----------- |
| Arthur Hobrecht | NLP    | 7360    | 0    | 0           |
|                 | Polen  | 6789    | 0    | 0           |

### 1884
Es fanden zwei Wahlgänge statt. Die Zahl der Wahlberechtigten betrug 19.374 und die Zahl der abgegebenen Stimmen im ersten Wahlgang 13.229 von denen 24 ungültig waren. Die Wahlbeteiligung betrug 68,4 %. Im ersten Wahlgang ergab sich folgendes Ergebnis:
| Kandidat     | Partei       | Stimmen | in % | Anmerkungen |
| ------------ | ------------ | ------- | ---- | ----------- |
| Georg Müller | Reichspartei | 4752    | 0    | 0           |
|              | NLP          | 2186    | 0    | 0           |
|              | Polen        | 6274    | 0    | 0           |
| Sonstige     |              | 17      | 0    | 0           |

In der Stichwahl betrug die Zahl der abgegebenen Stimmen 15.124 von denen 46 ungültig waren. Die Wahlbeteiligung betrug 78,3 %. Es ergab sich folgendes Ergebnis:
| Kandidat     | Partei       | Stimmen | in % | Anmerkungen |
| ------------ | ------------ | ------- | ---- | ----------- |
| Georg Müller | Reichspartei | 7988    | 0    | 0           |
|              | Polen        | 7136    | 0    | 0           |

### 1887
Die Kartellparteien hatten sich auf Müller als gemeinsamen Kandidaten geeignet. Ebenso hatten sich Polen und Zentrum auf einen gemeinsamen Kandidaten festgelegt. Es fanden zwei Wahlgänge statt. Die Zahl der Wahlberechtigten betrug 19.875 und die Zahl der abgegebenen Stimmen im ersten Wahlgang 15.870 von denen 32 ungültig waren. Die Wahlbeteiligung betrug 80,0 %. Im ersten Wahlgang ergab sich folgendes Ergebnis:
| Kandidat     | Partei       | Stimmen | in % | Anmerkungen |
| ------------ | ------------ | ------- | ---- | ----------- |
| Georg Müller | Reichspartei | 6840    | 0    | 0           |
|              | F            | 1523    | 0    | 0           |
|              | Zentrum      | 7463    | 0    | 0           |
| Sonstige     |              | 44      | 0    | 0           |

Die Freisinnigen riefen in der Stichwahl zur Wahl von Müller auf. In der Stichwahl betrug die Zahl der abgegebenen Stimmen 16.995 von denen 42 ungültig waren. Die Wahlbeteiligung betrug 85,7 %. Es ergab sich folgendes Ergebnis:
| Kandidat     | Partei       | Stimmen | in % | Anmerkungen |
| ------------ | ------------ | ------- | ---- | ----------- |
| Georg Müller | Reichspartei | 8751    | 0    | 0           |
|              | Zentrum      | 8244    | 0    | 0           |

### 1890
Die Kartellparteien hatten sich erneut auf Müller als gemeinsamen Kandidaten geeignet. Es fanden zwei Wahlgänge statt. Die Zahl der Wahlberechtigten betrug 19.681 und die Zahl der abgegebenen Stimmen im ersten Wahlgang 15.181 von denen 39 ungültig waren. Die Wahlbeteiligung betrug 77,1 %. Im ersten Wahlgang ergab sich folgendes Ergebnis:
| Kandidat                | Partei       | Stimmen | in % | Anmerkungen |
| ----------------------- | ------------ | ------- | ---- | ----------- |
|                         | DF           | 34      | 0,2  | 0           |
| Georg Müller            | Reichspartei | 7535    | 49,7 | 0           |
| Heinrich von Donimirski | Polen        | 7535    | 49,7 | 0           |
| Jochem                  | SPD          | 237     | 1,6  | 0           |
|                         | Zentrum      | 133     | 0,9  | 0           |
| Sonstige                |              | 57      | 0    | 0           |

Die Freisinnigen unterstützten Müller. In der Stichwahl betrug die Zahl der abgegebenen Stimmen 17.020 von denen 48 ungültig waren. Die Wahlbeteiligung betrug 86,5 %. Es ergab sich folgendes Ergebnis:
| Kandidat                | Partei       | Stimmen | in % | Anmerkungen |
| ----------------------- | ------------ | ------- | ---- | ----------- |
| Georg Müller            | Reichspartei | 8795    | 51,8 | 0           |
| Heinrich von Donimirski | Polen        | 8177    | 48,2 | 0           |

### Ersatzwahl 1891
Nach seiner Ernennung zum Reichsbank-Syndikus hatte Georg Müller das Mandat niedergelegt und es kam am 23. April 1891 zu einer Ersatzwahl. NLP, Konservative und Freisinn wollten zunächst Arthur Hobrecht aufstellen. Dies gelang nicht und daher einigte man sich auf Landrat Wessel. Die NLP schloss sich diesem Vorschlag jedoch nicht an. Es fand ein Wahlgang statt. Die Zahl der abgegebenen Stimmen betrug 12.233 von denen 47 ungültig waren. 
| Kandidat                | Partei       | Stimmen | in % | Anmerkungen |
| ----------------------- | ------------ | ------- | ---- | ----------- |
|                         | NLP          | 173     | 1,4  | 0           |
| Heinrich von Donimirski | Polen        | 5514    | 45,3 | 0           |
| Max Wessel              | Reichspartei | 6289    | 51,6 | 0           |
| Jochem                  | SPD          | 177     | 1,5  | 0           |
| Sonstige                |              | 33      | 0,3  | 0           |

### Ersatzwahl 1892
Die Ersatzwahl am 28. November 1892 erfolgte, weil Max Wessel nach seiner Beförderung zum Polizeipräsidenten von Danzig das Mandat niedergelegt hatte. Die Deutsch-Konservativen und die Frei-Konservativen konnten sich nicht auf einen gemeinsamen Kandidaten einigen. Die Freikonservativen lehnten Max Wessel ab, da dieser Gegner des Zedelitz´schen Schulentwurfs sei. Das Zerwürfnis ging so weit, dass einige Freikonservative in der Stichwahl zur Wahl des polnischen Kandidaten aufriefen. Es fanden zwei Wahlgänge statt. Die Zahl der Wahlberechtigten betrug 20.135 und die Zahl der abgegebenen Stimmen im ersten Wahlgang 14.067 von denen 28 ungültig waren. Die Wahlbeteiligung betrug 69,9 %. Im ersten Wahlgang ergab sich folgendes Ergebnis:
| Kandidat                | Partei       | Stimmen | in % | Anmerkungen |
| ----------------------- | ------------ | ------- | ---- | ----------- |
| Rother                  | DF           | 746     | 5,3  | 0           |
| Dieskau                 | Konservativ  | 1559    | 11,9 | 0           |
| Heinrich von Donimirski | Polen        | 7013    | 49,9 | 0           |
| Max Wessel              | Reichspartei | 4169    | 29,7 | 0           |
| Jochem                  | SPD          | 531     | 3,8  | 0           |
| Sonstige                |              | 21      | 0,1  | 0           |

In der Stichwahl am 15. Dezember 1892 betrug die Zahl der abgegebenen Stimmen 15.798 von denen 45 ungültig waren. Die Wahlbeteiligung betrug 78,5 %. Es ergab sich folgendes Ergebnis:
| Kandidat                | Partei       | Stimmen | in % | Anmerkungen |
| ----------------------- | ------------ | ------- | ---- | ----------- |
| Heinrich von Donimirski | Polen        | 8423    | 53,9 | 0           |
| Max Wessel              | Reichspartei | 7330    | 46,5 | 0           |

### 1893
Es fanden zwei Wahlgänge statt. Die Zahl der Wahlberechtigten betrug 20.331 und die Zahl der abgegebenen Stimmen im ersten Wahlgang 14.088 von denen 34 ungültig waren. Die Wahlbeteiligung betrug 69,3 %. Im ersten Wahlgang ergab sich folgendes Ergebnis:
| Kandidat                | Partei      | Stimmen | in % | Anmerkungen |
| ----------------------- | ----------- | ------- | ---- | ----------- |
| Virchow                 | FVP         | 146     | 1,0  | 0           |
| Arthur von Buddenbrock  | Konservativ | 6843    | 48,8 | 0           |
| Plehn                   | NLP         | 205     | 1,4  | 0           |
| Heinrich von Donimirski | Polen       | 6410    | 44,6 | 0           |
| Jochem                  | SPD         | 220     | 1,6  | 0           |
| Spahn                   | Zentrum     | 187     | 1,3  | 0           |
| Sonstige                |             | 43      | 0,3  | 0           |

In der Stichwahl betrug die Zahl der abgegebenen Stimmen 15.205 von denen 53 ungültig waren. Die Wahlbeteiligung betrug 74,8 %. Es ergab sich folgendes Ergebnis:
| Kandidat                | Partei      | Stimmen | in % | Anmerkungen |
| ----------------------- | ----------- | ------- | ---- | ----------- |
| Heinrich von Donimirski | Polen       | 7406    | 48,9 | 0           |
| Arthur von Buddenbrock  | Konservativ | 7746    | 51,1 | 0           |

### 1898
Es fand nur ein Wahlgang statt. Die Zahl der Wahlberechtigten betrug 20.607 und die Zahl der abgegebenen Stimmen 14.962 von denen 43 ungültig waren. Die Wahlbeteiligung betrug 72,6 %. Im ersten Wahlgang ergab sich folgendes Ergebnis:
| Kandidat                | Partei       | Stimmen | in % | Anmerkungen |
| ----------------------- | ------------ | ------- | ---- | ----------- |
| Heinrich von Donimirski | Polen        | 6170    | 41,4 | 0           |
| Karl Wilhelm Witt       | Reichspartei | 8156    | 54,7 | 0           |
| Franz Storch            | SPD          | 227     | 1,5  | 0           |
| Lieber                  | Zentrum      | 303     | 2,0  | 0           |
| Sonstige                |              | 63      | 0,4  | 0           |

### 1903
Es fand nur ein Wahlgang statt. Die Zahl der Wahlberechtigten betrug 20.977 und die Zahl der abgegebenen Stimmen 15.829 von denen 63 ungültig waren. Die Wahlbeteiligung betrug 75,5 %. Im ersten Wahlgang ergab sich folgendes Ergebnis:
| Kandidat          | Partei       | Stimmen | in % | Anmerkungen |
| ----------------- | ------------ | ------- | ---- | ----------- |
| Czarlinski        | Polen        | 6214    | 39,4 | 0           |
| Karl Wilhelm Witt | Reichspartei | 8071    | 51,2 | 0           |
| Bartel            | SPD          | 677     | 4,2  | 0           |
|                   | SPD          | 72      | 0,5  | 0           |
| Spahn             | Zentrum      | 487     | 4,4  | 0           |
| Sonstige          |              | 45      | 0,3  | 0           |

### 1907
Es fand nur ein Wahlgang statt. Die Zahl der Wahlberechtigten betrug 20.989 und die Zahl der abgegebenen Stimmen 18.978 von denen 46 ungültig waren. Die Wahlbeteiligung betrug 90,4 %. Im ersten Wahlgang ergab sich folgendes Ergebnis:
| Kandidat          | Partei       | Stimmen | in % | Anmerkungen |
| ----------------- | ------------ | ------- | ---- | ----------- |
| Wolszlegier       | Polen        | 7226    | 38,2 | 0           |
| Karl Wilhelm Witt | Reichspartei | 10.058  | 53,1 | 0           |
| Trilse            | SPD          | 670     | 3,5  | 0           |
| Spahn             | Zentrum      | 940     | 5,0  | 0           |
| Sonstige          |              | 38      | 0,2  | 0           |

### 1912
Es fand nur ein Wahlgang statt. Die Zahl der Wahlberechtigten betrug 20.900 und die Zahl der abgegebenen Stimmen 18.412 von denen 71 ungültig waren. Die Wahlbeteiligung betrug 88,1 %. Im ersten Wahlgang ergab sich folgendes Ergebnis:
| Kandidat          | Partei       | Stimmen | in % | Anmerkungen |
| ----------------- | ------------ | ------- | ---- | ----------- |
| Groß              | Polen        | 6459    | 35,2 | 0           |
| Karl Wilhelm Witt | Reichspartei | 9315    | 50,8 | 0           |
| Peter             | SPD          | 1120    | 6,1  | 0           |
| Mayska            | Zentrum      | 1405    | 7,7  | 0           |
| Sonstige          |              | 42      | 0,2  | 0           |